# Olympische Winterspiele 1936/Teilnehmer (Kanada)
Kanada nahm an den IV. Olympischen Winterspielen 1936 in Garmisch-Partenkirchen mit einer Delegation von 29 Athleten teil.

## Teilnehmer nach Sportarten

### Eishockey
Männer
- Bill Deacon
- Ken Farmer
- Hugh Farquharson
- Jim Haggarty
- Walter Kitchen
- Ray Milton
- Dinty Moore
- Herman Murray
- Jakie Nash
- Dave Neville
- Ralph St. Germain
- Alexander Sinclair
- Bill Thomson

### Eiskunstlauf
Männer
- Bud Wilson (4. Platz)

Frauen
- Constance Wilson-Samuel

Paarlauf
- Louise Bertram (6. Platz)
- Stewart Reburn (6. Platz)
- Audrey Garland (12. Platz)
- Fraser Sweatman (12. Platz)

### Eisschnelllauf
Männer
- Tommy White
31. Platz (500 m)
34. Platz (1000 m)
25. Platz (5000 m)
21. Platz (10.000 m)

### Ski Alpin
Männer
- Karl Johan Baadsvik
- William Ball
- William George Clark
- Tom Mobraaten

Frauen
- Lois Reid Butler
- Edwina Chamier
- Diana Gordon-Lennox
- Marjorie Miller

### Ski Nordisch

#### Langlauf
Männer
- William George Clark
47. Platz (18 km)

- William Ball
54. Platz (18 km)

- Tom Mobraaten
57. Platz (18 km)

- Karl Johan Baadsvik
64. Platz (18 km)

#### Nordische Kombination
Männer
- Tom Mobraaten (31. Platz)
- William George Clark (39. Platz)
- Karl Johan Baadsvik (41. Platz)
- William Ball (46. Platz)

#### Skispringen
Männer
- Tom Mobraaten (14. Platz)
- Karl Johan Baadsvik (35. Platz)
- Norman Gagne (38. Platz)